# (4042) Okhotsk
(4042) Okhotsk es un asteroide perteneciente al cinturón de asteroides, descubierto el 15 de enero de 1989 por Kin Endate y el también astrónomo Kazuro Watanabe desde el Observatorio de Kitami, Hokkaidō, Japón.

## Designación y nombre
Designado provisionalmente como 1989 AT1. Fue nombrado Okhotsk en homenaje al Mar de Ojotsk que baña las costas de Japón.